# Варизи
Варизи су насељено мјесто у општини Калиновик, Република Српска, БиХ. Према попису становништва из 2013. ово мјесто је без становника.

## Географија
Село Варизи се налази у сјеверном дијелу Општине Калиновик, на самој граници са Општином Фоча-Устиколина, односно Федерацијом БиХ. Налази се на око 1000 метара надморске висине.

## Становништво
Према попису становништва из 1991. године, мјесто је имало 6 становника.
| Националност | 1991. |
| Срби         | 6     |
| Укупно       |       |

| Демографија | Демографија | Демографија |
| Година      | Становника  | Становника  |
| ----------- | ----------- | ----------- |
| 1961.       | 29          |             |
| 1971.       | 33          |             |
| 1981.       | 11          |             |
| 1991.       | 6           |             |
| 2013.       | 0           |             |